# Микрокомпьютер
Микрокомпьютер (микро-ЭВМ) — класс цифровых компьютеров, которые построены на основе центрального микропроцессора. В таком значении этот термин стал употребляться с конца 1970-х годов и постепенно в 1990-е годы был вытеснен термином «Персональный компьютер», — которые построены на основе центрального микропроцессора и стали самыми массовыми и распространёнными микрокомпьютерами, в сознании массового потребителя даже олицетворяя собой общее понятие «компьютер». 
Появление микрокомпьютеров стало логичным развитием истории вычислительной техники: от создания в конце 1940-х и начале 1950-х годов «Больших вычислительных машин», затем в 1960-х годах появились серийные «Мэйнфреймы», затем благодаря уменьшению и удешевлению электронных компонентов в 1970-х годах получили развитие «Мини-компьютеры», и с очередным уменьшением элементной базы микроэлектроники и появлением центральных микропроцессоров — в 1980-х годах получили развитие «Микрокомпьютеры».
С начала 2010-х годов этот термин стал употребляться в ином значении, а именно снова вошёл в употребление в связи с появившейся популярностью компьютеров размером с банковскую карту и сопоставимых по мощности с персональными компьютерами предыдущих поколений. Также микрокомпьютерами иногда называют микроконтроллеры — устройства, которые заключают в одной микросхеме все составляющие компьютера (процессор, оперативная и постоянная память, видеопамять, порты данных и другое).

## 1970—1980-е
Эпоха микрокомпьютеров в старом значении этого термина.

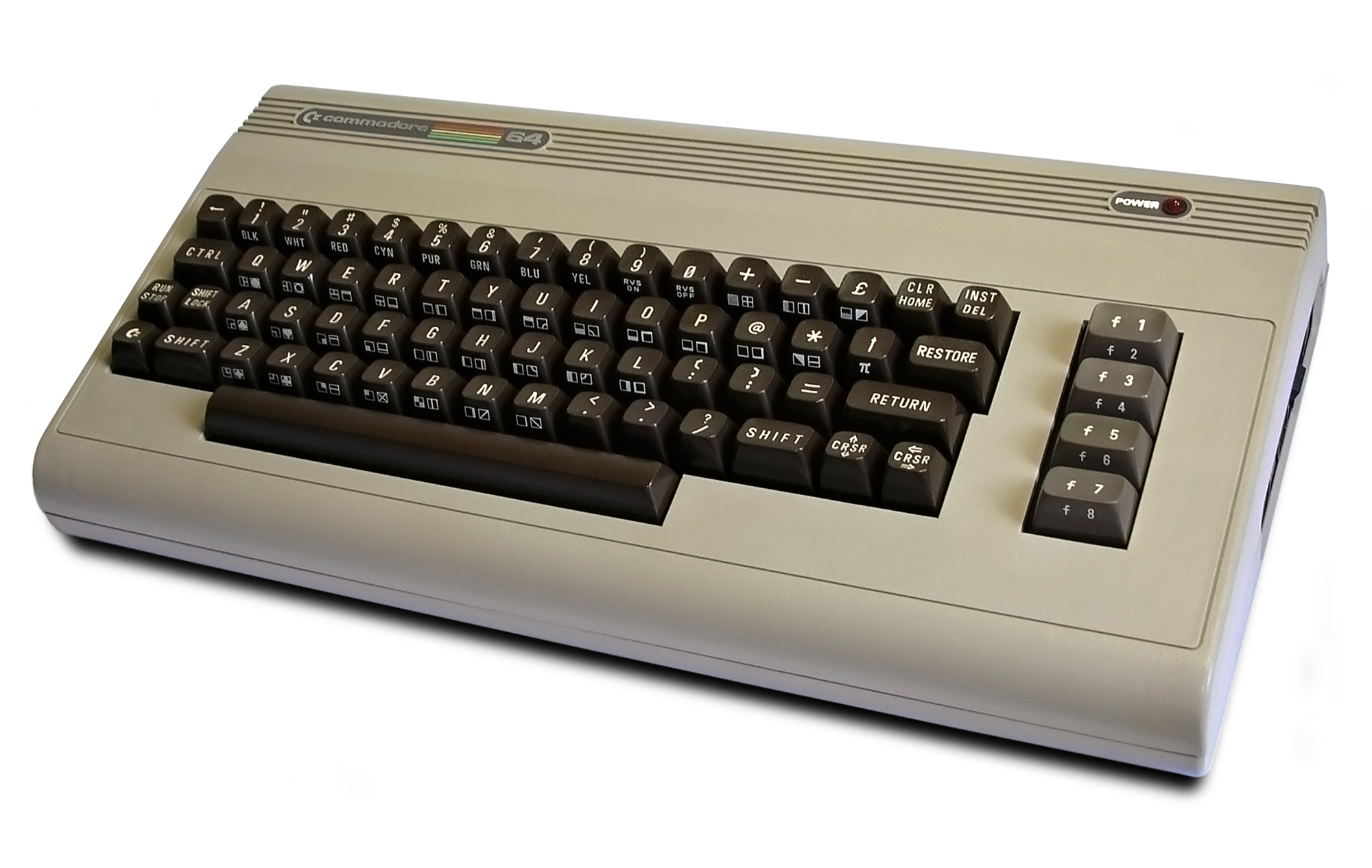
Commodore 64, популярный домашний микрокомпьютер 1980-х годов.

В конце 1970-х — 1980-е годы широкое распространение получили небольшие компьютеры на основе центральных микропроцессоров. Типичный мини-компьютер тех времён занимал небольшой шкаф и был основан на сборках из логических транзисторных микросхем. Микрокомпьютеры, в отличие от них, были основаны на микросхемах высокой степени интеграции.
Микрокомпьютеры, построенные на основе центрального микропроцессора, можно разделить на такие разновидности как: домашние компьютеры, персональные компьютеры, игровые компьютеры, рабочие станции, серверы и т.д.
Особенности домашнего микрокомпьютера:
- Простая конструкция, небольшие мощность процессора и объём памяти.
- Подходящие для квартиры габариты и приемлемая для большей части покупателей цена.
- Достаточная надёжность, чтобы компьютер работал годами без квалифицированного обслуживания.
- Отображение простейшей графики (в отличие от суперкомпьютеров, как правило, не требовательных к графической подсистеме, и графических рабочих станций, приспособленных под работу со сложной компьютерной графикой).
- Достаточно дружественная для неспециалиста ОС, как правило, однопользовательская.
- Использование телевизоров в качестве дисплея и магнитофона в качестве устройств внешней памяти.

## 1990—2000-е

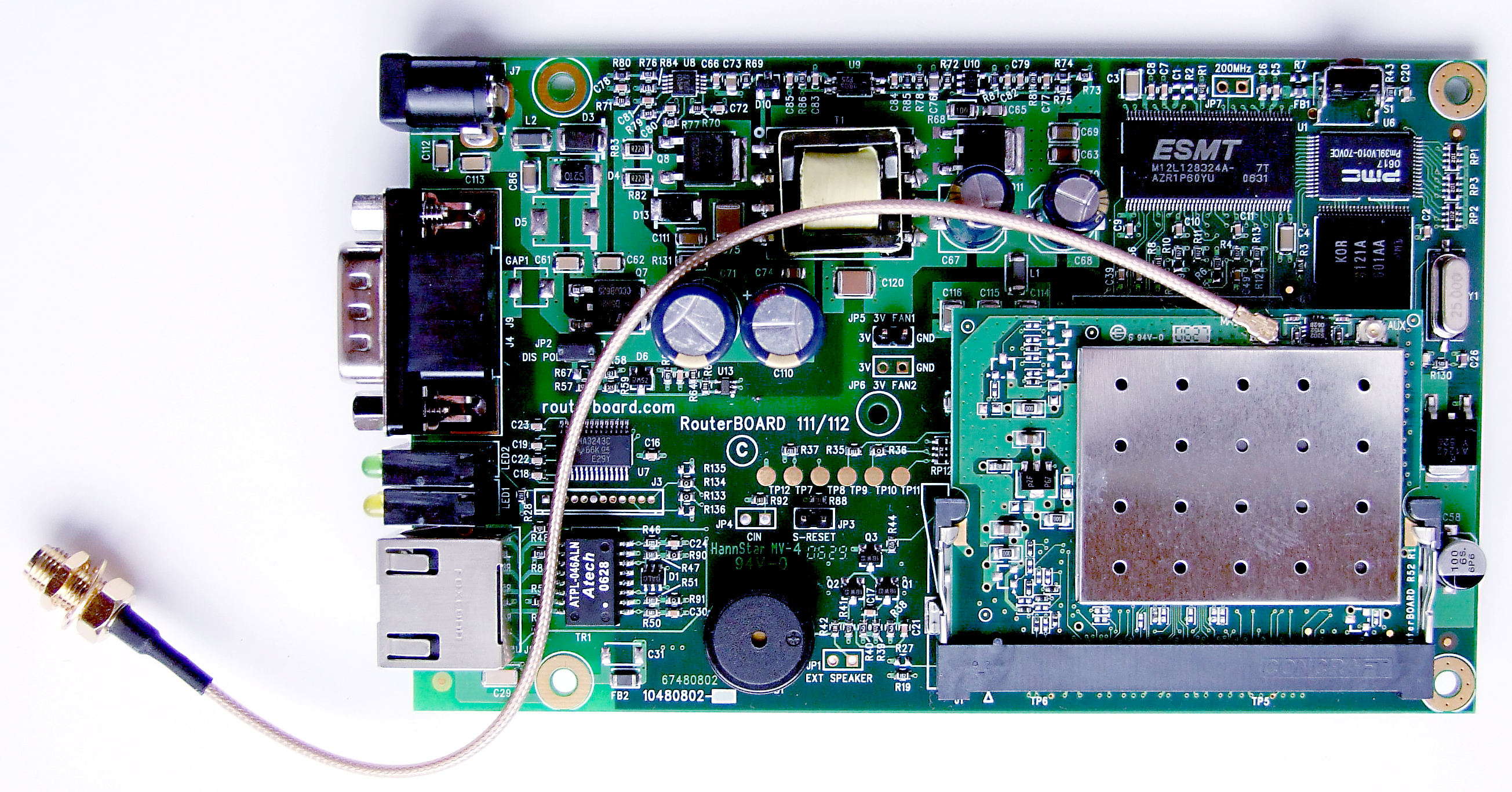
Плата маршрутизатора, около 2008 г. Хорошо видны специфичные для маршрутизатора разъёмы.

В 1990-х составные процессоры были окончательно вытеснены микропроцессорами — с этого времени любые компьютеры строятся на основе микропроцессоров, — в части процессоров различие лишь в количестве используемых микропроцессоров. Так если персональные компьютеры по сей день однопроцессорные, то в мейнфреймах счёт используемых микропроцессоров уже идёт на десятки, а в суперкомпьютерах на тысячи. В такой ситуации термин «микрокомпьютер» в его старом значении полностью вышел из употребления.
В настоящее время микрокомпьютерами часто называют встраиваемые системы (англ. embedded system) управления (например: в бытовую технику или автомобили).
Особенности:
- Миниатюрная конструкция, рассчитанная на установку в некомпьютерное устройство.
- Низкое энергопотребление, отсутствие движущихся частей.
- Минимальная цена, обусловленная минимально необходимой функциональностью.
- Работа в жёстких условиях (влажность, вибрация, пыль, радиопомехи…)
- Специализированная ОС, как правило, реального времени.
- Настройка только через персональный компьютер (нередко через предназначенное для этого вспомогательное периферийное устройство) и при этом весьма часто в сервисном центре.
- Для подключения периферии применяются промышленные шины вроде I²C.

## 2010-е

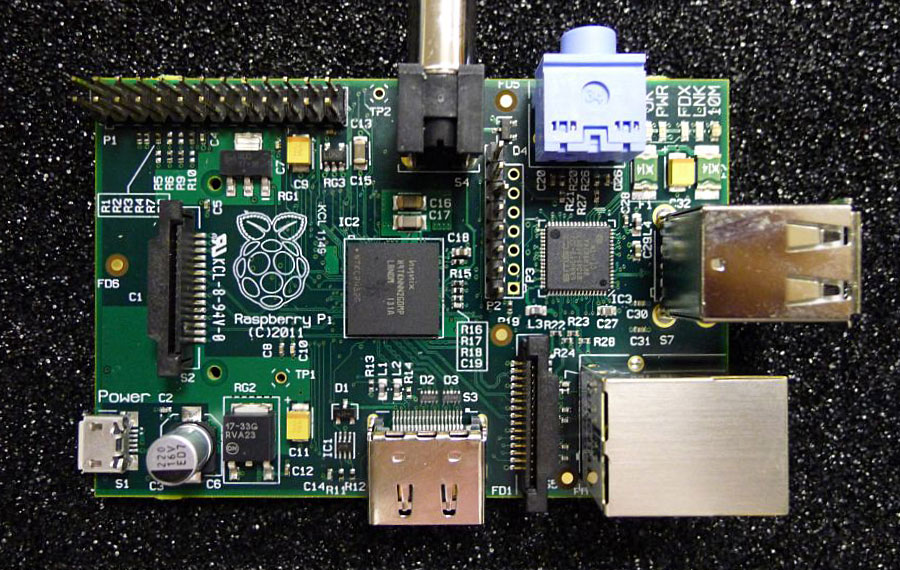
Raspberry Pi, 2011 г. Видны обычные разъёмы для ПК-периферии (USB, Fast Ethernet, миниджек).

Около 2010 года появились миниатюрные одноплатные компьютеры общего назначения с малым энергопотреблением и открытой ОС,  наподобие Raspberry Pi. Как правило, они основаны на архитектуре ARM, несовместимой с IBM PC, по возможностям/производительности они ближе всего к планшетам/смартфонам без экрана, но с HDMI-видеовыходом. Предполагаемое назначение таких компьютеров — учебные ПК, АРМы, медиацентры, домашние серверы, управляющие компьютеры в различных хобби-проектах.
Особенности:
- Миниатюрная конструкция, рассчитанная на установку в малогабаритный корпус или в подходящей нише, на стене, под столом…
- Низкое энергопотребление, позволяющее держать компьютер постоянно включённым или запитывать от небольшого аккумулятора. Кроме более низкого энергопотребления по сравнению с x86, платформа ARM обладает гораздо более эффективными режимами энергосбережения.
- Как следствие такие вычислительные системы довольствуется пассивным охлаждением, в них нет движущихся частей системы охлаждения (а значит и шума, риска засорения и остановки вентиляторов).
- Бывают как x86-совместимыми, так и нет.
- Низкая цена всей системы, по сравнению с системным блоком ПК.
- Легковесная ОС (как правило, основанная на открытой ОС c ядром Linux).
- Стандартные разъёмы для компьютерной периферии: USB, Secure Digital, eSATA, Ethernet, HDMI (совместим с DVI, также есть возможность подключения к разъёму VGA через специальные переходники).